# Liste der Ehrenbürger von Neunburg vorm Wald
Die Stadt Neunburg vorm Wald hat seit 1836 18 Personen das Ehrenbürgerrecht verliehen.
Zwischen 1933 und 1945 wurden zudem Paul von Hindenburg, Adolf Hitler, Franz von Epp, Hans Schemm und Adolf Wagner zu Ehrenbürgern der Stadt erklärt. Man geht davon aus, dass deren Ehrenbürgerrecht mit dem Tod erloschen ist und deshalb nicht mehr aberkannt werden konnte.
Hinweis: Die Auflistung erfolgt chronologisch nach Datum der Zuerkennung.

## Die Ehrenbürger der Stadt Neunburg vorm Wald
1. Xaver Giehrl
Praktischer Arzt
Verleihung 1836
Giehrl wurde für seinen unermüdlichen und aufopfernden Einsatz in der ärztlichen Betreuung der ärmeren Bevölkerung  ausgezeichnet.
2. Josef Hauser (* 1781 in Kastl; † nicht bekannt)
Landrichter
Verleihung 1851
Hauser wirkte von 1829 bis 1851 am Landgericht Neunburg und galt als strenger, aber gerechter Richter.
3. Georg Angerer
Landrichter
Verleihung im September 1863
Angerer war von 1851 bis 1863 Richter am Landgericht Neunburg. Das Ehrenbürgerrecht wurde ihm wegen seiner kräftigen Verwendung für das Gedeihen der Schranne und des Viktualien-Marktes zuerkannt.
4. Johann Michael von Soeltl (* 19. April 1797 in Neunburg vorm Wald; † 14. April 1888 in München)
Geheimer Hofrat und Staatsarchivar
Verleihung 1887
Die Verleihung erfolgte anlässlich seines 90. Geburtstages.
5. Anton Wifling (* 30. März 1813 in Neunburg vorm Wald; † 25. Juli 1888 in Amberg)
Priester und Studiendirektor
Verleihung am 13. Juni 1888
Wifling bekam den Ehrenbürgerbrief anlässlich seines Namenstages überreicht.
6. Josef Ziegler (* 7. April 1863 in Ergoldsbach; † 5. Februar 1935 in Straubing)
Stadtpfarrer
Verleihung am 13. Juli 1913
Ziegler wurde anlässlich seines 25-jährigen Jubiläums der Priesterweihe wegen seiner außerordentlichen Verdienste um die Kirche, die Schule, die Gemeinde und das Vereinswesen ausgezeichnet.
7. Johann Baptist Koller (* 22. Juni 1872 in Lengenfeld; † 31. August 1945 in Amberg)
Stadtpfarrer
Verleihung 1923
Koller wirkte von 1916 bis 1932 als Stadtpfarrer in Neunburg vorm Wald. Unter seiner Amtszeit wurde die Pfarrkirche umfassend renoviert.
8. Anton Neckermann (* 13. August 1889 in Neunburg vorm Wald; † 6. November 1968 in Neunburg vorm Wald)
Vermessungsinspektor
Verleihung am 23. April 1961
Neckermann arbeitete lange Zeit ehrenamtlich im Stadtarchiv und erwarb sich große Verdienste um die Erforschung und Pflege der Heimatgeschichte.
9. Josef Weigl (* 16. Mai 1913 in Neunburg vorm Wald; † 4. Februar 1985 in Immenstadt im Allgäu)
Bischof
Verleihung am 11. Juli 1962
Weigl wurde die Ehrenbürgerschaft anlässlich seines 25-jährigen Priesterjubiläums zuerkannt. Die Stadt würdigte damit seine großen Verdienste um die Ausbreitung des katholischen Glaubens in Neuguinea und im Kongo.
10. Alois Niederalt (* 10. April 1911 in Niedermurach; † 16. Juli 2004 in München)
Bundesminister
Verleihung am 9. Juli 1963
Ausgezeichnet für seine hervorragenden Verdienste um den wirtschaftlichen und kulturellen Aufbau der Stadt.
11. Johannes Lukas (* 1. Mai 1910 in Hermannsberg; † 28. April 1995 in Vilseck)
Stadtpfarrer
Verleihung am 10. Juni 1967
Lukas wirkte von 1951 bis 1979 als Stadtpfarrer in Neunburg vorm Wald. In dieser Zeit erwarb er sich Verdienste in der seelsorgerischen Tätigkeit und setzte sich für den Bau der Mittelschule und die Erweiterung der Stadtpfarrkirche ein.
12. Josef Meier (* 1. Oktober 1893 in Neunburg vorm Wald; † 10. Mai 1976 in Eichstätt)
Stadtamtmann a. D.
Verleihung am 10. Juni 1967
Mit seiner schriftstellerischen Tätigkeit leistete Meier einen bedeutenden Beitrag zur Heimatgeschichte.
13. Franz Mayer (* 19. Oktober 1903 in Neunburg vorm Wald; † 11. Juli 1980 in Neunburg vorm Wald)
Kaufmann
Verleihung am 21. Oktober 1973
Mayer gehörte über 40 Jahre lang dem Stadtrat an. In dieser Zeit prägte er die Entwicklung der Stadt nachhaltig.
14. Heinz Flessner (* 25. Mai 1911; † 19. März 1998)
Unternehmer
Verleihung am 10. Juni 1967
Flessner errichtete 1968 in Neunburg vorm Wald ein Werk zur Produktion von Kartoffelchips. Anlässlich des 25-jährigen Betriebsjubiläums der Flessner AG und seines 65. Geburtstages wurde er zum Ehrenbürger ernannt.
15. Franz Sackmann (* 17. Dezember 1920 in Kaiserslautern; † 14. Oktober 2011 in Roding)
Staatssekretär a. D.
Verleihung am 4. Oktober 1978
Er erwarb sich Verdienste bei der Ansiedlung von Industrieunternehmen und schuf damit wesentliche Grundlagen für die wirtschaftliche Entwicklung der Stadt.
16. Richard Wagner (* 27. Oktober 1924; † 2. Dezember 2015 in Neunburg vorm Wald)
Oberamtsrat a. D.
Verleihung am 28. April 1988
Wagner leitete 30 Jahre lang die Geschäfte der Stadt. Sein Handeln war stets auf das Wohl der Stadt und seiner Bürger ausgerichtet.
17. Josef Manlik (* 13. Oktober 1927 in Wittowa; † 11. Juni 2007 in Neunburg vorm Wald)
Altbürgermeister
Verleihung im April 1993
In seiner über 20-jährigen Amtszeit wurden zahlreiche Unternehmen in der Stadt angesiedelt und die Stadtsanierung vorbildlich durchgeführt.
18. Theo Männer (* 29. Januar 1940 in Neunburg vorm Wald)
Studienrat
Verleihung am 3. Mai 2002
Männer gehörte 30 Jahre lang dem Stadtrat an. In dieser Zeit setzte er sich nachhaltig für die kulturelle Entwicklung der Stadt ein. 1973 übernahm er das Amt des Orts- und Kreisheimatpflegers. Er ist Träger des Bundesverdienstkreuzes am Bande.